# 楊梅休息站
楊梅休息站是臺灣的一座國道休息站，座落於桃園市楊梅區，位於中山高速公路（國道1號）五股楊梅高架道路南下終點處，里程指標為71K。是目前國號1號高架道路唯一一座休息站，僅南下設置，限高架道路南下車輛進入使用。休息站由交通部高速公路局規畫，利用楊梅收費站舊址改建而成，工程經費新臺幣3億元，由南仁湖育樂得標營運，於2021年12月25日正式開幕。本休息站設有萊爾富便利商店（僅於每日7時至22時營業），以及國道首座不分性別的通用廁所。

## 外部連結
- 南仁湖企業楊梅休息站 （页面存档备份，存于）
- 高速公路局»收費暨服務區»服務區資訊»服務區及加油站簡介»高速公路休息站一覽表 （页面存档备份，存于）
- 國道1號五楊高架 楊梅休息站 即時影像 - 高速公路資訊網 （页面存档备份，存于）